# Janusz Meissner

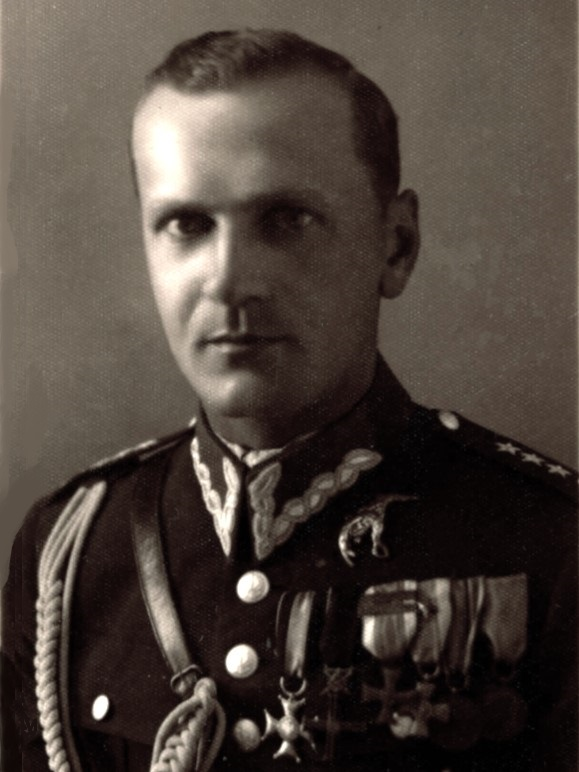
Janusz Meissner, kpt. pilot, kawaler Orderu Virtuti Militari 5 kl. (1934)

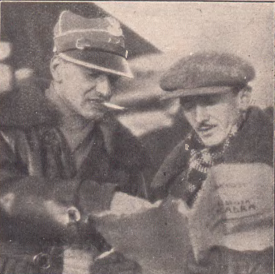
Janusz Meissner i Leonard Buczkowski na planie filmu "Gwiaździsta eskadra"

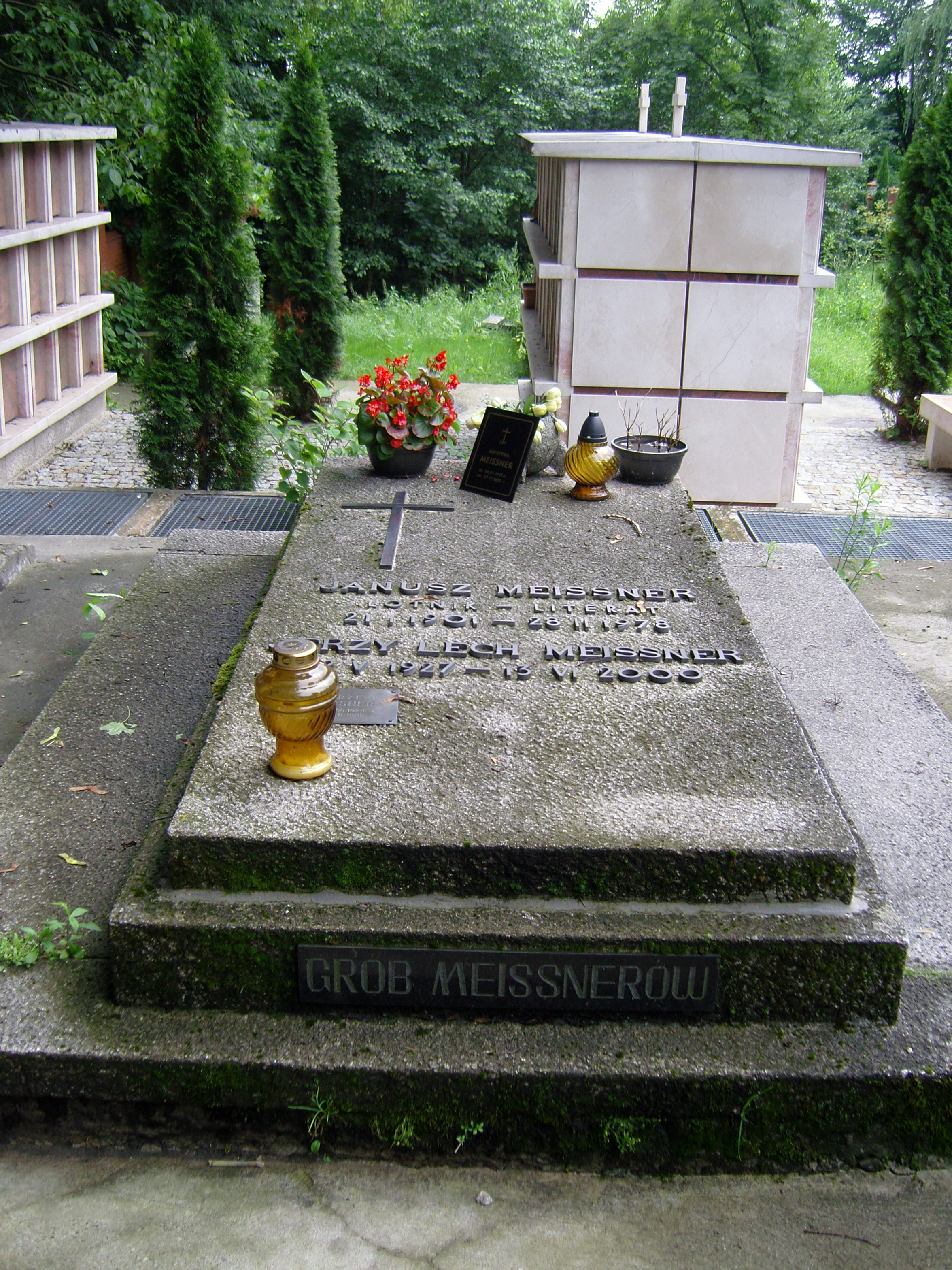
Grób Janusza Meissnera na Cmentarzu Salwatorskim

Janusz Gniewomir Meissner, ps. lit. Porucznik Herbert, Orski (ur. 21 stycznia 1901 w Warszawie, zm. 28 lutego 1978 w Krakowie) – polski pisarz, dziennikarz i wojskowy. Kapitan pilot Wojska Polskiego, kawaler Krzyża Srebrnego Orderu Wojennego Virtuti Militari.

## Życiorys
Urodził się w Warszawie w rodzinie rzeźbiarza Jana Wiktora i Anny z d. Braun (zmarła z wycieńczenia we wrześniu 1944 w trakcie powstania warszawskiego). Jego bratem był kapitan żeglugi wielkiej Tadeusz. Od 1915 uczył się w Szkole Budowy Maszyn i Elektrotechniki im. H. Wawelberga i S. Rotwanda w Warszawie. Od lipca 1917 działał w POW, przez kilka tygodni osadzony był w Cytadeli w X Pawilonie przez władze okupacyjne, lecz został zwolniony. Od 11 listopada 1918 w szeregach Wojska Polskiego, początkowo jako mechanik lotniczy w 2 eskadrze w Lublinie i 7 eskadrze we Lwowie.
Pod koniec 1919 ukończył kurs pilotażu w Niższej Szkole Pilotów w Krakowie, a w marcu 1920 w Wyższej Szkole Pilotów w Poznaniu. W czerwcu 1920 przydzielony do 56 pułku piechoty jako szef kompanii. Od 14 kwietnia do 6 czerwca 1920 roku służył jako pilot w Oficerskiej Szkole Obserwatorów Lotniczych. Od lipca 1920 brał udział w wojnie polsko-bolszewickiej w składzie nowo sformowanej Toruńskiej Eskadry Wywiadowczej, w stopniu sierżanta pilota. Za lot bojowy 16 lipca 1920 został odznaczony Krzyżem Walecznych, awansował też w sierpniu na podchorążego pilota. Po zakończeniu wojny wziął udział w przygotowaniach do III powstania śląskiego i działaniach bojowych od 3 maja 1921, dowodząc oddziałem dywersyjnym z grupy „Wawelberg”. Podczas akcji „Mosty”, która rozpoczęła powstanie, wysadził tor kolejowy pomiędzy Prudnikiem a Racławicami Śląskimi. Został odznaczony za to Orderem Virtuti Militari oraz Krzyżem Niepodległości z Mieczami.
Po powstaniu powrócił do lotnictwa wojskowego; od lutego 1922 służył w 12 eskadrze wywiadowczej w Warszawie jako podporucznik rezerwy zatrzymany w służbie czynnej. 1 października 1923 został odkomenderowany z 1 pułku lotniczego do Szkoły Podchorążych Piechoty na pięciomiesięczny kurs doszkolenia. 9 maja 1924 został awansowany z dniem 1 kwietnia 1924 na porucznika ze starszeństwem z 1 lutego 1924 i 1. lokatą w korpusie oficerów aeronautycznych. W tym samym roku ukończył studia w Wyższej Szkole Nauk Politycznych w Warszawie. W listopadzie 1924 został przydzielony do Szkoły Pilotów w Bydgoszczy na stanowisko instruktora. 19 września 1925 zajął trzecie miejsce w I Pomorskim Locie Okrężnym. Następnie pełnił służbę w 11 pułku myśliwskim w Lidzie i Departamencie Aeronautyki Ministerstwa Spraw Wojskowych jako referent prasowy (1928). Od 1930 służył jako instruktor-pilot w Centrum Wyszkolenia Oficerów Lotnictwa w Dęblinie, w 1931 – został dowódcą eskadry w CWOL. 12 marca 1933 został mianowany kapitanem ze starszeństwem z dniem 1 stycznia 1933 i 37. lokatą w korpusie oficerów aeronautycznych. W tym samym roku został przeniesiony do 2 pułku lotniczego w Krakowie, w którym pełnił służbę na stanowisku adiutanta pułku, a następnie oficera taktycznego III/2 dywizjonu myśliwskiego, dowódcy eskadry treningowej i pułkowej szkoły pilotów przy eskadrze treningowej. Brał także udział w sporcie lotniczym, miał licencję pilota sportowego i ukończony kurs szybowcowy. Z dniem 31 lipca 1939 przeniesiony w stan spoczynku. Do 1939 wylatał na samolotach 7920 godzin.
Pod koniec lat trzydziestych był jednym z najpopularniejszych autorów literatury młodzieżowej i przygodowej, głównie dzięki swoim książkom i opowiadaniom o lotnictwie.
Po wybuchu II wojny światowej został 1 września 1939 zmobilizowany i przydzielony do CWOL w Dęblinie. Uczestniczył w jednym locie bojowym podczas kampanii wrześniowej. 19 września 1939 ewakuował się do Rumunii, gdzie został komendantem oddziału 300 lotników polskich, głównie podchorążych, internowanych w Tulczy, następnie w obozie we wsi Sarighiol. Został następnie pełnomocnikiem Brytyjskiego Funduszu Pomocy i Opieki nad Internowanymi Żołnierzami Polskimi działającego przy ambasadzie brytyjskiej, pracując przy ewakuacji polskich żołnierzy do Francji. Jesienią 1939 przedostał się do Francji, a po jej upadku – do Wielkiej Brytanii. Otrzymał numer służbowy RAF P-1007. Nie otrzymując przydziału bojowego został redaktorem i współautorem czasopisma satyrycznego „Polski Spitfire”, którego jedyny numer ukazał się 5 września 1940 w dwóch egzemplarzach. Zamieszczone w nim teksty i krytyka nie spotkały się z uznaniem polskich władz wojskowych, które wszczęły dochodzenie i skierowały go do rezerwy, „zsyłając” z powodów moralnych na Wyspę Węży (Bute). Mimo to, Meissner został następnie kierownikiem Wojskowej Rozgłośni Radiowej przy Biurze Propagandy Naczelnego Wodza, nadającej krótki program na falach BBC. Odmawiano jego prośbom o przydział do personelu latającego, powołując się na wiek. Od 1 kwietnia 1941 został jednak lotniczym korespondentem wojennym, uczestnicząc m.in. w lotach bojowych z załogami polskich bombowców, co wykorzystał w wydanej w 1943 popularnej książce Żądło Genowefy oraz w stanowiącej jej kontynuację L jak Lucy. 22 października 1942 zwolniony ze służby wojskowej, został dyrektorem Radia Polskiego – działu Ministerstwa Informacji i Dokumentacji rządu na uchodźstwie. W styczniu 1945 został szefem wydziału propagandy, prasy i informacji Polskich Sił Powietrznych.
Po wojnie, jesienią 1946 powrócił do Polski i zamieszkał w Zakopanem w willi Texas. W 1954 został tam wybrany na radnego Miejskiej Rady Narodowej, od 1956 zamieszkał w Krakowie, gdzie zmarł 28 lutego 1978. Został pochowany na Cmentarzu Salwatorskim w Krakowie (kwatera SC13-1-68). 

## Życie prywatne
Matka pisarza Anna Meissner z domu Braun zmarła z wycieńczenia podczas Powstania Warszawskiego 1944, jest pochowana w zbiorowej mogile ofiar cywilnych na Woli w Warszawie (jej nazwisko widnieje na tablicy). Pisarz był trzykrotnie żonaty. Pierwsza żona – Stanisława Jajkowska (we wspomnieniach występuje jako „Myszka”) zginęła tragicznie w 1923 (miesiąc po narodzinach syna Andrzeja, na oczach męża wypadła z okna, próbując odczepić firankę). Druga żona Zofia, zmarła w dniu 27.03.1955, jest pochowana na Cmentarzu Salwatorskim w Krakowie – z tego związku miał syna Jerzego Lecha (1927–2000, we wspomnieniach występuje jako Leszek). Trzecia żona Krystyna zmarła w 2009 i jest pochowana w grobowcu rodzinnym wraz z Januszem Meissnerem.

## Twórczość
Napisał wiele popularnych utworów o tematyce lotniczej i marynistycznej, korzystając częściowo z własnych doświadczeń i przeżyć. Pierwszym z nich było opowiadanie Czerwone widmo, opublikowane w tygodniku „Na Fali” w 1926. W kolejnych latach publikował powieści, opowiadania, audycje radiowe. Pierwszą powieścią była Eskadra oparta na przeżyciach z wojny 1920; z kolei na tle zdarzeń I wojny światowej powstała sensacyjno-przygodowa powieść o sterowcu L-59.
Łącznie wydał 48 książek, z czego 33 o tematyce lotniczej, pozostałe o tematyce marynistycznej, sportowej, wojskowej lub myśliwskiej – np. Opowieść pod psem (a nawet pod dwoma) (1963), a także wspomnienia: Pierwsze kroki (1956), Jak dziś pamiętam (1967), Wiatr w podeszwach (1971) i Pióro ze skrzydeł (1973). Do najbardziej znanych powieści należą Szkoła orląt (1929) – poświęcona szkoleniu lotniczemu, Żądło Genowefy (1943) i L jak Lucy (1945) – poświęcone polskim lotnikom bombowym z czasu II wojny światowej, Wraki – powieść inspirowana autentycznym zdarzeniem wydobycia wraku niemieckiego transportowca «MS Seeburg», który później (największy statek Polskiej Marynarki Handlowej) pływał jako MS Dzierżyński, oraz historyczno-przygodowa trylogia Opowieść o korsarzu Janie Martenie (Czarna bandera, Czerwone krzyże, Zielona Brama). Książki te przez całe dziesięciolecia pobudzały (głównie wśród młodzieży) zainteresowania lotnicze i marynistyczne. W 1973 otrzymał nagrodę Ministra Kultury i Sztuki I stopnia w dziedzinie literatury za całokształt twórczości.
Był ponadto autorem scenariusza do filmu Leonarda Buczkowskiego Gwiaździsta eskadra z 1930. Współtworzył także scenariusze filmowe (Orzeł, Sprawa pilota Maresza, Wraki), a na podstawie jego powieści S/t Samson wychodzi w morze (1953) powstał film Skarb kapitana Martensa (reż. Jerzy Passendorfer). Meissner był również autorem książki Żwirko i Wigura – zbeletryzowanej opowieści o dokonaniach pilota Franciszka Żwirki i inż. Stanisława Wigury. Niektóre z książek przetłumaczono na języki obce.

### Sprawa Orłosia
W książkach Wiatr w podeszwach i Pilot gwiaździstego szlaku Meissner opisał jedną z największych wojskowych katastrof lotniczych w przedwojennej Polsce. 25 lipca 1931 w Dęblinie doszło do zderzenia samolotów Bartel BM-4 pilotowanego przez kpr. Konrada Rynkowskiego oraz Morane-Saulnier MS.35 E z załogą instruktor – kpt. Karol Orłoś i uczeń – por. Bolesław Rogowski, w wyniku czego wszyscy trzej lotnicy zginęli na miejscu. Meissner winą za wypadek obarczył błędne decyzje podjęte przez kpt. Orłosia, które miały doprowadzić do znalezienia się obu samolotów na kursie grożącym kolizją, a w konsekwencji do zderzenia.
Świadkiem wypadku był jeden z najlepszych polskich pilotów, późniejszy dowódca słynnego Dywizjonu 303, Witold Urbanowicz, który – w liście z 1 listopada 1974 do rodziny Karola Orłosia – dokładnie opisał całe zdarzenie, zarzucając Meissnerowi stronniczość, zmyślenie przebiegu katastrofy, niesłuszne obarczenie winą za wypadek kpt. Orłosia oraz dyskwalifikując ponadto Meissnera jako pilota. Przyczyną takiego ujęcia katastrofy w powieściach miała być zemsta na przełożonym, z którym Meissner był skonfliktowany. List był przeznaczony do publikacji właśnie w celu obrony dobrego imienia Karola Orłosia, ale Wydawnictwo Iskry (wydawca Meissnera) odmówiło wówczas opublikowania samego listu czy też sprostowania i nie chciało angażować się w tę sprawę. Broniący honoru swego stryja pisarz Kazimierz Orłoś był wówczas (w 1974) szykanowany przez komunistyczne władze, ponadto jego nazwisko objęto zapisem PRL-owskiej cenzury. Ostatecznie list ten opublikowano dopiero w 2015. Należy jednak zauważyć, że oficjalne dochodzenie prowadzone przez prokuraturę i żandarmerię wojskową winą za wypadek obarczyło wyłącznie załogi obu rozbitych samolotów.

## Ordery i odznaczenia
- Krzyż Srebrny Orderu Wojennego Virtuti Militari nr 7829[1]
- Order Sztandaru Pracy I klasy
- Order Sztandaru Pracy II klasy
- Krzyż Komandorski Orderu Odrodzenia Polski
- Krzyż Niepodległości z Mieczami (12 marca 1931)[27]
- Krzyż Oficerski Orderu Odrodzenia Polski (19 lipca 1955)[28]
- Krzyż Walecznych (dwukrotnie)[29]
- Złoty Krzyż Zasługi (22 lipca 1953)[30]
- Krzyż na Śląskiej Wstędze Waleczności i Zasługi z Gwiazdą
- Srebrny Medal za Długoletnią Służbę
- Złoty Medal „Za zasługi dla obronności kraju”
- Brązowy Medal „Za zasługi dla obronności kraju” (1967)[31]
- Medal "Zasłużonemu dla Lotnictwa" (1972)[32]
- Polowa Odznaka Pilota
- rumuńska Odznaka Pilota (1929)[33]

## Upamiętnienie
Jego imię nosi m.in.: ulica Janusza Meissnera w Krakowie (w Rakowicach w dzielnicy III Prądnik Czerwony), ulica w Warszawie, w dzielnicy Praga-Południe (Gocław), ulica w Poznaniu (na Osiedlu Lotników Wielkopolskich, w dzielnicy Jeżyce), ulica w gdańskiej dzielnicy Zaspa, na kieleckim osiedlu Pod Dalnią, w Bolesławcu Śląskim oraz na wrocławskim Muchoborze Wielkim, a także w Nowym Sączu na Osiedlu Św. Heleny.